# Les cartes ocultes
Les cartes ocultes (títol original en anglès, Hidden Letters) és una pel·lícula documental del 2022 dirigida per Violet Du Feng. Segueix la vida de dues dones xineses mil·lennistes que estudien el nushu, una escriptura utilitzada exclusivament per dones del comtat de Jiangyong, a Hunan, per comunicar-se i compadir-se pel patriarcat de la Xina. S'ha doblat al català pel programa El documental del canal 33.
La pel·lícula es va estrenar el 6 de juny de 2022 al Festival de Tribeca. Va rebre elogis de la crítica per la seva exploració de les ressonàncies entre el paper històric i modern de la dona en la societat xinesa, encara que alguns crítics esperaven un major context històric. Va ser finalista dels 95ns premis Oscar en la categoria de documentals.
Es va produir a la Xina, els Estats Units, Noruega i Alemanya.